# Henry Kater
Henry Kater, född den 16 april 1777 i Bristol, England, död den 26 april 1835 i London var en brittisk fysiker, geodet och metrolog.
Kater var ende son till Henry Kater (född 1748), en sockerbagare från det tyska hertigdömet Lippe-Detmold, som, liksom två av dennes bröder, emigrerat till Bristol under 1750- och 1760-talen, och engelskfödda Anne Collins.
Kater ämnade först studera juridik, men bytte mening då hans far dog 1794 eller 1795, och tog värvning i armén, varvid han utstationerades till tolfte infanteriregementet (12th Regiment of Foot) i Indien där han deltog i The Great Trigonometrical Survey under William Lambton. Sviktande hälsa tvingade honom 1806 att återvända till England, där han 1808 som löjtnant inledde studier vid Royal Military College Sandhurst, och befordrades till kapten. År 1814 avslutade han sin militära karriär och ägnade sig därefter helt åt naturvetenskap. 
År 1817 engagerades han av House of Commons att bestämma sekundpendelns längd i London, varvid han konstruerade en reversionspendel och blev därigenom i juni 1817 den förste att använda en sådan i praktiken. Reversionspendeln hade dock tidigare föreslagits av Gaspard de Prony 1800 och en beskrivning publicerats av Johann Gottlieb Friedrich von Bohnenberger 1811.
Katers andra större bidrag var uppfinningen av en flytande vertikal kollimator för kollimering (justering) av astronomiska och geodetiska intsrument för mätning i förhållande till zenit och horisontalplanet. Den utgjordes av en järnplatta, som flöt på en horisontell kvicksilveryta, på vilken en optisk kollimator med ett belyst hårkors monterats vinkelrätt mot järnplattan. Härigenom fick man en lodlinje som teleskopet och dess avläsningsskalor kunde kollimeras med och som bara gav ett fel på någon bågsekund, vilket var betydligt bättre än vad som vanligtvis kunde erhållas med tidigare metoder, ett lodsnöre eller en kvicksilverhorisont, och snabbare än det omständliga och osäkra omkringflyttade av horisontella kollimatorer som han själv föreslagit 1825. Han  presenterade den horisontella kollimatorn inför Royal Society den 13 januari 1825 och den vertikala den 1 maj 1828
Kater blev Fellow of Royal Society den 15 december 1814 (och var sällskapets kassör från 1827 till 1833), valdes till utländsk ledamot av Kungliga Vetenskapsakademien 1826, utsågs till utländsk ledamot av American Academy of Arts and Sciences den 25 januari 1832 och valdes in som ledamot i Royal Astronomical Society den 8 mars 1833.
Han tilldelades Sankt Annas orden (och en diamantprydd snusdosa) av den ryske kejsaren (för framtagandet av en rysk längdstandard), Copleymedaljen 1817 av Royal Society (för bestämningen av sekundpendelns längd) och Royal Astronomical Societys guldmedalj 1831 (för utvecklingen av den vertikala kollimatorn).
Katers syn avtog med åldern och han dog av en lungsjukdom i sitt hem.

## Publikationer[4]
- 1807: Description of a very sensible hygrometer
- 1807: Description of an improved hygrometer
- 1808: Description of a new compensation pendulum
- 1813: On the light of the Cassegrainian telescope, compared with that of the Gregorian
- 1813: Facts and remarks, upon the interruption which the situation of the maintaining weight produces in the rate of a clock, when near the pendulum
- 1814: Further experiments on the light of the Cassegrainian telescope compared with that of the Gregorian
- 1814: An improved method of dividing astronomical circles and other instruments
- 1818: An account of experiments for determining the length of the pendulum vibrating seconds in the latitude of London
- 1818: On the length of the French metre estimated in parts of the English standard
- 1818: Instructions for the adjustments and use of the instruments intended for the Northern expeditions
- 1819: An account of experiments for determining the variation in the length of the pendulum vibrating seconds, at the principal stations of the Trigonometrical Survey of Great Britain
- 1821: An account of the comparison of various British standards of linear measure
- 1821: An account of the remeasurement of the cube, cylinder, and sphere, used by the late Sir George Shuckburgh Evelyn in his enquiries respecting a standard of weights and measures
- 1821: Third Report of the Commissioners appointed to consider the subject of weights and measures
- 1821: On the best kind of steel and form for a compass needle
- 1821: Notice respecting a volcanic appearance in the moon
- 1822: On the construction of a balance
- 1823: An account of experiments made with an invariable pendulum at New South Wales by Major-General Sir Thomas Brisbane
- 1825: The description of a floating collimator
- 1826: Observations on Pallas
- 1826: An account of the construction and adjustment of the new standards of weights and measures of the United Kingdom of Great Britain and Ireland
- 1928: A description of a vertical floating collimator; and an account of its application to astronomical observations with a circle and with a zenith telescope
- 1828: An account of trigonometrical operations in the years 1821, 1822 and 1823 for determining the difference of longitude between the Royal Observatories of Paris and Greenwich
- 1828: On a luminous zone observed in the heavens on the 29th of September 1828
- 1830: On the error in standards of linear measure, arising from the thickness of the bar on which they are traced
- 1830: A Treatise on Mechanics
- 1831: An account of the construction and verification of a copy of the Imperial Standard Yard made for the Royal Society
- 1831: On an appearance of divisions in the exterior ring of Saturn
- 1832: An account of the construction and verification of certain standards of linear measure for the Russian Government
- 1833: On a method of determining the longitude with considerable accuracy by means of lunar eclipses
- 1834: On the certainty and safety with which the operation of the extraction of a cataract from the human eye may be performed. With remarks by Captain Kater . . . on certain spots discoverable in the human eye